# Rada de Haro
Rada de Haro es un municipio y localidad española de la provincia de Cuenca, en la comunidad autónoma de Castilla-La Mancha. El término municipal tiene una población de 47 habitantes (INE 2024).

## Historia
A mediados del siglo XIX, el lugar contaba con una población censada de 183 habitantes. La localidad aparece descrita en el decimotercer volumen del Diccionario geográfico-estadístico-histórico de España y sus posesiones de Ultramar de Pascual Madoz de la siguiente manera:

RADA DE HARO (la): v. con ayunt. en la prov. y dióc. de Cuenca (11 leg.), part. jud. de Belmonte (1), aud. terr. de Albacete (16), y c. g. de Castilla la Nueva, Madrid (20). sit. en una colina y dominada por N. y S. de dos cerros de alguna elevacion; su clima es templado, bien ventilado y sano. Consta de 50 casas; cárcel, casa de ayunt., escuela de primeras letras, concurrida por 24 niños de ambos sexos, dotada con 450 rs.; un pozo de buenas aguas; igl. parr. (Ntra. Sra. de la Asuncion), servida por un cura de entrada y un sacristan. El térm. confína por N. Villaescusa de Haro; E. Carrascosa de Haro; S. Pedroñeras, y O. Belmonte: su terreno es bastante montuoso y de mediana calillad, se halla algún plantío de olivar y viñas, y lo restante á escepcion de los sitios llecos y pedragosos destinados á la siembra de cereales. Los caminos son locales y en mediano estado, pasa ademas por el térm. y centro del pueblo una vereda de ganados merinos. La correspondencia se recibe de la cab. de part. por un balijero los jueves y domingos, y sale miércoles y sábados. prod.: trigo, cebada, centeno, avena, vino, aceite y pocas legumbres; cria ganado lanar y algún cabrio; y caza de perdices y conejos, y algunos peces y bogas en el r. Zancara, que pasa por su térm. ind.: la agrícola, una prensa de aceite y los oficios indispensables. pobl.: 46 vec., 183 alm. cap. prod.: 781,920 rs. imp.: 39,096.
(Madoz, 1849, p. 357)

## Demografía
Rada de Haro cuenta con una población de 47 habitantes (INE 2024).
| Gráfica de evolución demográfica de Rada de Haro entre 1842 y 2021                                                  |
| |
| Población de derecho según los censos de población del INE Población de hecho según los censos de población del INE |

| Nacionalidad | Hombres | Mujeres | Total | %      | Proporción |
| ------------ | ------- | ------- | ----- | ------ | ---------- |
| Española     | 16      | 13      | 29    | 59.1 % |            |
| Extranjera   | 14      | 6       | 20    | 40.8 % |            |

Migración
| País      | Hombres | Mujeres | Total | %      | Proporción |
| --------- | ------- | ------- | ----- | ------ | ---------- |
| Marruecos | 10      | 2       | 12    | 60.0 % |            |
| Rumania   | 3       | 3       | 6     | 30.0 % |            |
| Polonia   | 0       | 1       | 1     | 5.0 %  |            |

## Patrimonio

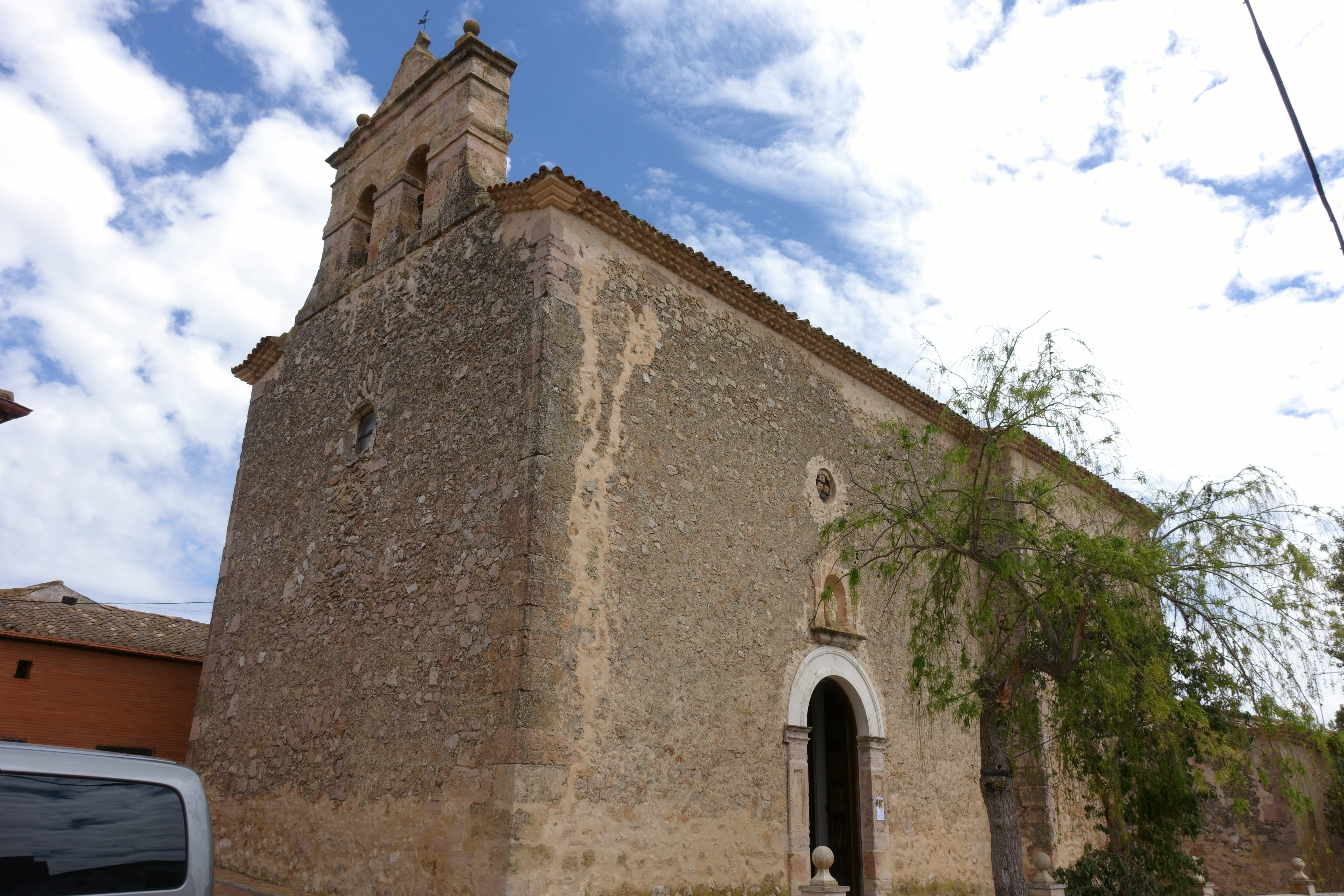
Iglesia de Nuestra Señora de la Asunción

En la localidad hay una iglesia bajo la advocación de Nuestra Señora de la Asunción.